# Pará
Pará, amtlich portugiesisch Estado do Pará, ist ein Bundesstaat im Norden Brasiliens im Amazonasgebiet.

## Geografie

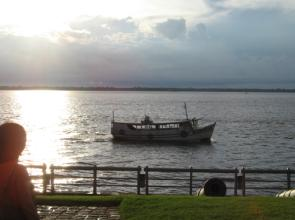
Boot auf dem Rio Guamá

Pará ist der östliche der beiden großen Bundesstaaten am Amazonas – neben dem nach dem Strom benannten Nachbarstaat, deckt Pará seinen Unterlauf ab. Der gewaltige Mündungsbereich des Amazonas, mit der größten Flussinsel der Welt, Marajó, liegt in Pará. Der Bundesstaat ist zum überwiegenden Teil von Tropischem Regenwald bedeckt, dessen Fläche jedoch durch zunehmende Abholzung vor allem an der Ostgrenze schrumpft.
Mit ca. 1,246 Mio. km² (2018) ist Pará flächenmäßig der zweitgrößte Bundesstaat. Er hat nach der Volkszählung des IBGE von 2010 7.581.051 Einwohner, die Paraenser genannt werden. Zum 1. Juli 2019 wurde die Bevölkerung durch das IBGE auf 8.602.865 Einwohner geschätzt. Hauptstadt ist Belém (rund 1,4 Mio. Einwohner), weitere wichtige Städte sind Santarém und Marabá.

## Politik
Gouverneur ist seit 1. Januar 2019 Helder Barbalho des Movimento Democrático Brasileiro (MDB), der den Vorgänger Simão Jatene des Partido da Social Democracia Brasileira (PSDB) ablöste. Bei den Gouverneurswahlen in Brasilien 2018 erlangte er 2.068.319 oder 55,43 % der gültigen Stimmen. Sein Vizegouverneur wurde Lúcio Vale des Partido Liberal (PL). Bei der Gouverneurswahl in Pará 2022 wurde Barbalho mit 70,41 % der Stimmen für die Amtszeit von 2023 bis 2027 wiedergewählt.
Die Legislative liegt bei der Legislativversammlung von Pará aus 41 gewählten Abgeordneten.

## Wirtschaft
Der Regenwald wird von intensiv betriebener Holzindustrie bewirtschaftet. Problematisch ist die Benachteiligung der Urbevölkerung durch Brandrodung und Zerstörung des Regenwaldes.
Zu den wichtigsten Exportprodukten gehören Eisenerz, Bauxit, Aluminium und Holz.
Auch wird hier die nach dem Bundesstaat benannte  Paranuss geerntet.
Im Nordwesten Parás befindet sich mit Porto Trombetas das wichtigste Bauxit-Abbaugebiet Brasiliens und „die drittgrößte Bauxitmine der Welt. […] Hier lagern die fünftgrößten bereits erschlossenen Bauxitreserven der Welt. [… und] hier fördert man gut 70 Prozent des gesamten brasilianischen Bauxits.“
Porto Trombetas ist zugleich die der Gemeinde Oriximiná zugehörige städtische Agglomeration, die dem Wirtschaftszweck der Mine dient: „Als ‚Company Town‘ für das gleichnamige Bergwerk.“

## Indigene Schutzgebiete
Der Staat hat mehrere indigene Schutzgebiete wie das Gebiet der Kayapo am Rio Xingu und der Zo’é am Nordufer des Amazonas.

## Größte Städte

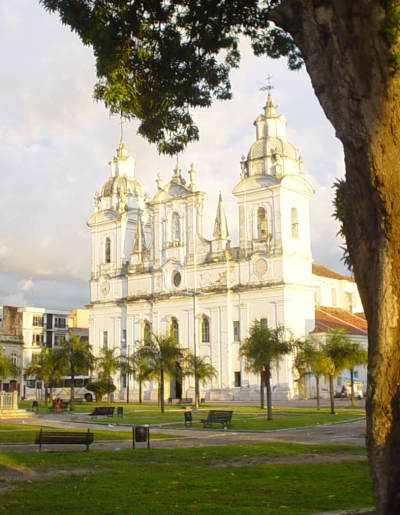
Catedral da Sé in der Altstadt von Belém

Die größten Städte mit ihrer Einwohnerzahl laut Volkszählung von 2010 sind:

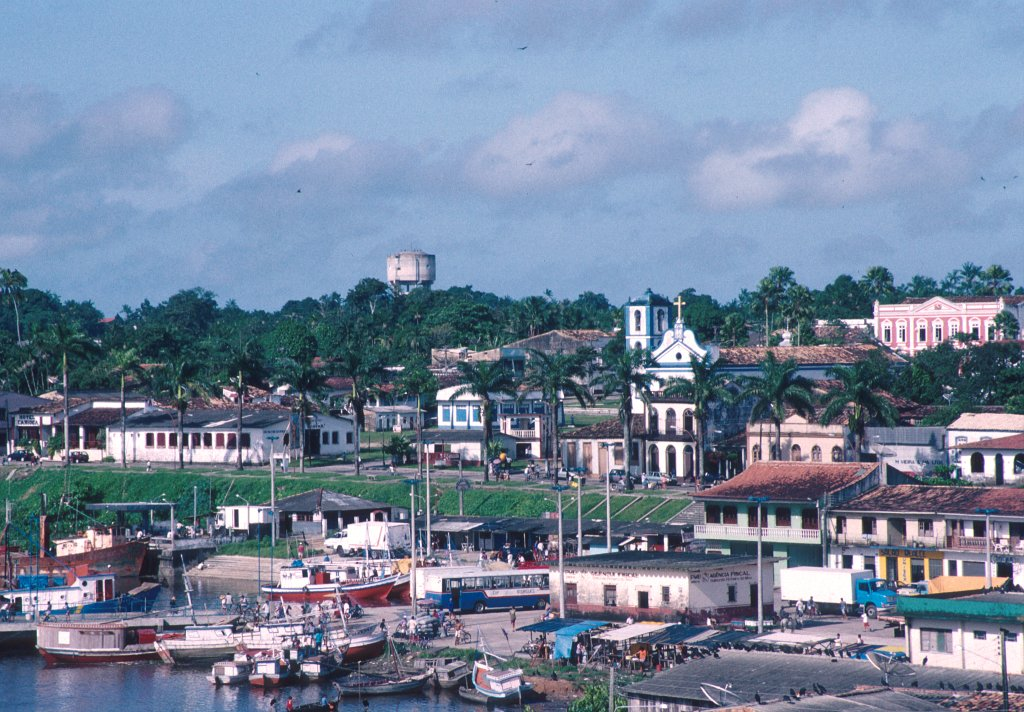
Bragança

- Belém – 1.402.056
- Ananindeua – 471.744
- Santarém – 299.419[9]
- Marabá – 238.708
- Castanhal – 179.036
- Parauapebas – 153.942
- Abaetetuba – 147.846
- Cametá – 120.904

- Bragança – 113.165
- Marituba – 108.251

## Sport
In Belém befindet sich das Stadion Mangueirão, das im August 1969 fertiggestellt wurde. 2002 wurde es als Olympisches Stadion deklariert. Wie in jedem anderen Bundesstaat Brasiliens wird in Pará eine Staatsmeisterschaft im Fußball ausgetragen, das Campeonato Paraense.